# Hermann Kirchner (Rechtswissenschaftler)
Hermann Kirchner (* 11. November 1562 in Hersfeld; † 26. März 1620 in Herrenbreitungen) war ein deutscher Dichter, Rechtsgelehrter und Professor für Geschichte, Poetik und Rhetorik in Marburg.

## Leben
Kirchner wurde bereits in jungen Jahren von seinem Vater Joachim Kirchner zu seinem Bruder nach Kopenhagen geschickt, wo er in der herzoglichen Bibliothek seine höheren Studien begann, ehe er ab 1585 in Rostock (u. a. bei Nathan Chyträus) und ab 1587 in Marburg (u. a. bei Ägidius Hunnius dem Älteren) Humaniora, Poetik, Geschichte und zuletzt auch Rechtswissenschaften studierte. In Marburg scheint er die Bekanntschaft des Landgrafen Moritz von Hessen-Kassel gemacht zu haben, der dort von 1587 bis 1590 immatrikuliert war und dem er später mehrere seiner Werke widmete.
In den Jahren 1590 bis 1595 betätigte Kirchner sich hauptsächlich als Poet und er bezeichnete sich auch als solcher, und 1593 wurde er von der Universität Marburg vergeblich als Professor der Rhetorik vorgeschlagen. 1594 wurde er auf Betreiben seines Bekannten, des hessischen Erbmarschalls Johann III. Riedesel (1544–1609), wegen seines dichterischen Talents Mitglied der Hessen-Kasseler Delegation beim Reichstag in Regensburg, wo ihn Kaiser Rudolf II. zum „poeta laureatus“ ernannte, nachdem Kirchner ihm einige Anagramme und lateinische Gedichte hatte vortragen dürfen. Danach bezeichnete sich Kirchner auf den Titelseiten seiner Veröffentlichungen gern als „Poeta Caesareus Coronatus“ oder P.C.C.
Noch im gleichen Jahr, am 8. März 1594, wurde er, wohl nicht zuletzt auf Grund der kaiserlichen Gunstbezeigung, von Landgraf Moritz zum Außerordentlichen Professor für Geschichte und Poetik in Marburg ernannt. Diese Stellung hatte er bis 1603 inne. Er promovierte am 12. Juli 1599 in Marburg zum Doktor beider Rechte und veröffentlichte in der Folge eine Anzahl von Arbeiten im Bereich der Politischen Wissenschaften und des Öffentlichen Rechts. Am 28. Mai 1603 wurde er zum Ordentlichen Professor der Poetik und Geschichte ernannt, 1606/07 war er Dekan der Philosophischen Fakultät, und ab 1608 war er auch Ordentlicher Professor der Rhetorik/Eloquenz sowie Syndikus der Universität Marburg.
Als Staatsrechtler bereiteten er und sein Marburger Kollege Regner Sixtinus (1543–1617) die im Konzept der Dualen Souveränität grundlegende Unterscheidung der nur dem Kaiser zustehenden „maiestas personalis“ von der „maiestas realis“ vor. Zu seinen wichtigsten Werken zählten die 1604 in Lich veröffentlichte Abhandlung „Legatus“ über den Beruf des Gesandten, die in weiteren Auflagen 1610 und 1614 in Marburg erschien, und die im Jahre 1608 veröffentlichte Disputationensammlung „Respublica“, die sich intensiv mit der Souveränitätsdebatte mit dem französischen Staatstheoretikers Jean Bodin († 1596) befasste und in der er erstmals zwischen „maiestas personalis“ und „maiestas realis“ unterschied und seine Ansichten dazu darlegte, was in Deutschland, bzw. im Heiligen Römischen Reich, als Öffentliches Recht (ius publicum) zu verstehen sei: die sogenannten „Fundamentalgesetze“ Goldene Bulle, Reichsabschiede und Wahlkapitulationen. In seiner Disputationensammlung befasste er sich detailliert mit den verschiedenen Obrigkeiten, mit Beratungsgremien (Reichstage, Kreistage, Landtage, Geheime Räte), mit den Städten und mit dem Bündnis- und Gesandtschaftswesen.
Im Mai 1614 verließ er, wohl unter dem Einfluss einer Gemütskrankheit, Marburg und ging nach Herrenbreitungen, wo er bei seinem Schwiegervater unterkam. Dieser war Sekretär der Gräfin Sophie von Henneberg (1541–1631), Witwe des Grafen Poppo XII. von Henneberg (1513–1574). Er lebte dort als Pensionär der Gräfin bis zu seinem Tod am 26. März 1620. Er wurde in der Schlosskirche in Herrenbreitungen beigesetzt.

## Werke (Auswahl)
- Regnum convivale. Marburg, 1591
- Anagrammatismorum centuria. Frankfurt/Main, 1594
- Theses politicae de prudential mixta. Marburg, 1595
- Oratio pro disciplina poetica, sub auspicio poeticae profesionis recitata. 1595
- Orationes de gravissimis aliquot cum juridicis tum politicis quaestionibus in utramque partem discussis. Frankfurt/Main, 1599
- Legatus ejusque jura, dignitas et officium. Lich, 1604; Marburg 1610 etc.
- Disputatio de militia. Marburg, 1608
- Respublica. Methodicae disputationis acie tum veterum tum recentiorum Politicorum opinionibus candide et probe excussis proposita. 1608, erweitert 1609
- Synopsis philosophiae practicae. 1609
- Coriolanus. Tragico Comoedia. 1609
- Problema nobile: utrum homini noboli genere nato marti potius quam arti studendum potiusque castra militaria quam literaria sequenda sunt? 1610
- Dissertatio generalem theoriam politicam sustens. 1610
- Dissertatio ethico politica de prudentia. 1612
- Orationes XXXVI. (2 Bände) Erfurt, 1614–1617